# Passage Mondétour
Le passage Mondétour est une voie du 1er arrondissement de Paris, en France.

## Situation et accès
Le passage Mondétour est situé dans le 1er arrondissement de Paris. Il débute sur la porte Lescot et se termine sur la porte Rambuteau.

## Origine du nom
Il tient son nom de la rue Mondétour située dans son voisinage, qui comme la rue Mondétour, doit peut-être son nom aux seigneurs de Mondétour, et en particulier à Claude Foucault, seigneur de Mondétour qui était échevin de la ville de Paris en 1525, sous la prévôté de maitre Jean Morin,.
D'autres historiens supposent que le nom de cette voie est une altération de « rue Maudestour » ou « Mauvais Détour ».

## Historique
Ce passage est situé dans le secteur des Halles avait été provisoirement dénommée « voie I/1 » avant de prendre sa dénomination actuelle par arrêté municipal du 2 avril 1985.

## Pour approfondir